# XP-7 (航空機)

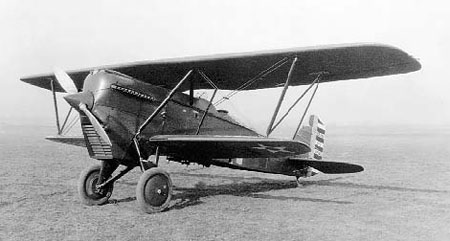
XP-7

XP-7はアメリカ陸軍向けに開発が行われていた戦闘機。開発はボーイングが行っていたが、1機が試作されたのみであり制式採用はなされなかった。
1920年代に開発が行われた複葉機である。ボーイング モデル15（アメリカ陸軍名称PW-9）を発展させたものである。エンジンはカーチスV-1570（600馬力）に変更・強化されたため、モデル15とは機首形状が異なり、重量も75ポンド軽くなっている。
初飛行は1928年11月に行われ、モデル15より時速17マイルも優速であった。引き続き4機の製作が提案されたが、これ以上の性能向上が見込めなかったことにより、開発は中止された。

## 要目
- 全長：7.31m
- 全幅：9.75m
- 全高：2.74m
- 自重：1,070kg
- エンジン：カーチス V-1570レシプロエンジン1基（600馬力）
- 最大速度：270km/h
- 武装：0.3インチ機銃1丁、0.5インチ機銃1丁、57kg爆弾